# Foho Rameta
Der Foho Rameta (kurz: Rameta) ist ein Berg in der osttimoresischen Gemeinde Bobonaro. Er liegt im Süden des Südterritoriums des Sucos Guenu Lai (Verwaltungsamt Cailaco), an der Grenze zwischen den Aldeias Biaboro und Melemaga. Der Rameta hat eine Meereshöhe von 656 m. Nach Süden bricht eine Steilwand hinab zum Fluss Aimera. Nach Norden bildet sich ein Bergkamm hin zum Foho Umeuli. Dahinter breitet sich der Kamm zu einer kleinen Hochebene aus.